# Maladie du Nobel
La maladie du Nobel, nobélite, ou nobelitis, est la promotion d'idées scientifiquement non fondées par certains lauréats du prix Nobel, généralement après avoir été récompensés. On a avancé que cet effet résultait, en partie, d'une tendance des lauréats du prix Nobel à se sentir habilités par la récompense à s'exprimer sur des sujets extérieurs à leur domaine d'expertise, bien que l'on ne sache pas si les lauréats du prix Nobel sont plus enclins à cette tendance que les autres individus.

## Historique
À l'origine, la maladie du Nobel était l'incapacité ou l'impossibilité, pour certains lauréats scientifiques du prix Nobel, de poursuivre des recherches scientifiques à leur retour de Stockholm,.
Ce « syndrome » est devenu une métaphore pour la tendance de certains nobélisés à devenir défenseurs de théories pseudo-scientifiques ou de théories du complot après avoir reçu cette récompense,. Elle a notamment été popularisée à partir de 2008,,, par David Gorski, un oncologue américain ayant décidé de lutter contre la désinformation.
On trouve aussi les termes « nobélite »,, ou « nobelitis ».

## Causes probables
Le phénomène de la maladie du Nobel est un cas particulier d'ultracrépidarianisme principalement dû au fait que les personnes récompensées sont des experts d'un domaine très spécialisé, voire restreint, et que leur visibilité auprès du grand public est largement et brusquement accrue à la suite de la réception du prix. Klaus von Klitzing, lauréat du Nobel de physique en 1985, a décrit cet effet comme un fardeau personnel, car les autres ont tendance à croire que la compétence d'un lauréat du prix Nobel s'étend à tous les domaines. En même temps, il y reconnaît aussi quelques avantages, car les personnes en position d'autorité prêteront plus attention aux opinions des lauréats du prix Nobel.
La personne nobélisée peut ainsi être amenée à imaginer, après la récompense, que toutes ses idées sont autant justifiées ou aussi révolutionnaires que celle qui lui a valu le prix. Le manque d'inhibition l'amène alors à exprimer des opinions, raisonnables ou complotistes, de manière plus ouverte, et avec un écho bien plus important.

« Si quelqu'un remporte le prix Nobel, il est immédiatement bousculé par toutes sortes de personnes qui lui posent toutes sortes de questions sur toutes sortes de sujets dont il ne sait rien. Il est très difficile de résister à la tentation de répondre – de donner n'importe quelle vieille réponse sur des sujets dont on ne sait rien. Nous avons vu des collègues qui ont remporté un prix Nobel dire des bêtises sur telle ou telle question politique, sur laquelle ils n'ont vraiment aucune connaissance. »

— Hubert Curien, 1992
De même Paul Nurse, co-lauréat du Nobel de physiologie ou de médecine en 2001, a mis en garde les lauréats ultérieurs contre le fait de « se croire expert dans presque tous les domaines et d'être prêt à exprimer des opinions sur la plupart des questions avec une grande confiance, en s'abritant derrière l'autorité que le prix Nobel peut vous conférer ».

## Catégories

### Paranormal
Les lauréats fascinés par le paranormal et des médiums sont au nombre d'une dizaine qui fréquentent la médium Eusapia Palladino ou qui comme Alexis Carrel (nobélisé en 1912) et Erwin Schrödinger (nobélisé en 1934) sont fascinés par le mysticisme et croient aux pouvoirs de clairvoyance et de télépathie.

### Théories sur l'autisme
De multiples nobélisés ont émis des opinions diverses sur les origines ou le traitement de l'autisme. Parmi eux, Nikolaas Tinbergen, qui, en 1973, consécutivement à ses études sur les comportements animaux ayant permis de fonder l'éthologie, en déduit que l'autisme est causé par le manque d'affection maternelle,. Luc Montagnier relie l'origine de l'autisme, ainsi que de maladies neurologiques, à l'émission d'ondes électromagnétiques par de l'ADN.

### Remèdes miracles
D'autres font la promotion de remèdes douteux, comme Louis Ignarro, qui devient en 2009 un ambassadeur pour un produit d'Herbalife, une multinationale spécialisée dans les suppléments alimentaires. Linus Pauling, après la réception d'un second prix Nobel, a tenté de démontrer qu'il était possible de guérir le cancer à l'aide de doses élevées de vitamine C. Luc Montagnier est partisan de l'homéopathie et du fait qu'il serait possible de guérir le sida par le biais de la diététique.

### Théories du complot et sorties de route
Parmi les « malades du Nobel », les convictions déroutantes peuvent être multiples. Kary Mullis rédige, après avoir reçu son prix en 1993, une autobiographie intitulée Dancing Naked in the Mind Field, où il déclare croire à l'astrologie, qui, selon lui, devrait être enseignée, aux extraterrestres, que le VIH ne causerait pas le sida et que le réchauffement climatique ne serait pas causé par les humains.
Pour sa part, Luc Montagnier, en plus de ses convictions sur l'origine de certaines maladies ou sur les soins adaptés au VIH, est un fervent partisan de la mémoire de l'eau et de la téléportation de l'ADN,, et a plus récemment tenu des propos complotistes sur les vaccins et le coronavirus SARS-CoV-2.
D'après Wangari Muta Maathai, le virus du sida a été conçu comme arme biologique contre les Noirs du continent africain.

### Créationnisme
Plusieurs prix Nobel américains — essentiellement des chrétiens évangéliques — ont pu utiliser la notoriété offerte par leur prix pour faire la promotion du créationnisme, comme John Eccles (Médecine, 1963), Brian Josephson (Physique, 1973), Abdus Salam (Physique, 1979), ou encore Richard Smalley (Chimie, 1993).

### Eugénisme et racisme
Dans son livre de 1935 L'Homme, cet inconnu (en), Alexis Carrel, en plus d'exprimer son désir de s'implanter en Amérique latine afin d'y devenir un dictateur, expose ses idées eugénistes, considérant que les « faibles d'esprit » et les hommes de science ne peuvent être mis sur un pied d'égalité. Ces thèses eugénistes retrouvent un écho plus tard, à partir des années 1950, lorsque William Shockley, après avoir reçu son prix, s'exprime à de nombreuses reprises jusqu'à sa mort en faveur de la ségrégation des personnes selon leur potentiel intellectuel, et pour l'utilisation de méthodes eugénistes (incitation à la stérilisation volontaire par une récompense).

## Liste de lauréats du prix Nobel touchés
On dénombrerait une trentaine de nobélisés touchés par ce phénomène.
Robert Todd Carroll dans son Skeptic's Dictionary en liste 13.
En 2020, Lilienfeld et al. en recensent 21. Pour arriver à ce total, ils retiennent les lauréats du prix Nobel qui, avec une grande conviction et pendant une bonne partie de leur carrière, ont soutenu des assertions :
- logiquement impossibles ou hautement improbables eu égard aux connaissances scientifiques du moment,
- fortement contestées par la plupart des scientifiques experts du domaine,
- étayées par des preuves anecdotiques ou non corroborées.

Ces critères sont adaptés d'un article de Michael Shermer paru en 2003 dans Skeptic.
| Nom                   | Année du Nobel | Discipline du Nobel | Allégations |
| --------------------- | -------------- | ------------------- | --- |
| Charles Richet        | 1913           | Médecine            | Charles Richet croyait aux perceptions extrasensorielles, aux activités paranormales, à la radiesthésie et aux fantômes. |
| Linus Pauling         | 1954           | Chimie              | Linus Pauling affirme, dès les années 1970, que la vitamine C pouvait soigner certains cancers. |
| William Shockley      | 1956           | Physique            | Shockley a accepté de donner sa semence à une soi-disant banque du sperme pour génies. Ses vues sur les Noirs américains, qu'il a jugé héréditairement avoir un quotient intellectuel moyen inférieur à celui des Blancs, lui valent de nombreuses critiques et accusations de racisme scientifique. |
| James Dewey Watson    | 1962           | Médecine            | Il explique en 2000 qu'il existe un lien entre exposition au Soleil et libido et que cela explique la figure du « latin lover ». Il affirme en 2007 que les Africains noirs sont moins intelligents que les Blancs, ce qui fait la une du quotidien généraliste britannique The Independent. Watson est connu dans le milieu scientifique pour ses positions sexistes et également pour ses convictions scientifiques positivistes comme « la ‘bêtise’ pourra sous peu être guérie » ou « dans les dix ans à venir, on trouvera les gènes responsables de la différence d'intelligence entre les êtres humains », ou aussi « grâce à la génétique, on pourra bientôt rendre toutes les femmes jolies, ce qui sera vraiment super ».                                                                                   |
| Nikolaas Tinbergen    | 1973           | Médecine            | Nikolaas Tinbergen remporte le prix Nobel pour ses découvertes concernant l'organisation et l'élicitation des modèles de comportement individuel et social chez les animaux. Pendant son discours d'acceptation du prix Nobel, Tinbergen fait la promotion de l'hypothèse largement discréditée de la « mère réfrigérante » sur la causalité de l'autisme, établissant ainsi un « record presque imbattable pour le temps le plus court entre recevoir le prix Nobel et dire quelque chose de vraiment stupide sur un domaine dans lequel le lauréat avait peu d'expérience ». En 1983, Tinbergen a coécrit un livre avec sa femme qui recommande l'utilisation de la « thérapie de maintien » pour l'autisme, une forme de traitement qui n'est pas soutenue empiriquement et qui peut être physiquement dangereuse. |
| Brian David Josephson | 1973           | Physique            | Il évoque la possibilité d'une explication de la télépathie au moyen de la théorie quantique. Il a accusé le CSICOP d'utiliser les médias à des fins de propagande anti-paranormale. Il est favorable à l'idée de la mémoire de l'eau et a défendu les travaux de Jacques Benveniste, qu'il a invité au laboratoire Cavendish de Cambridge et dont il a préfacé le livre Ma vérité sur la « mémoire de l'eau ». |
| Kary Mullis           | 1993           | Chimie              | Selon lui, l'astrologie fonctionnerait et devrait être enseignée, ; le VIH ne causerait pas le sida ; le réchauffement climatique n'est pas d'origine anthropique. |
| Luc Montagnier        | 2008           | Médecine            | Il soutient qu'il existe une mémoire de l'eau, il croit à la téléportation de l'ADN et il soutient l'idée de la création du SARS-CoV-2, responsable de la Covid-19, par manipulation en laboratoire du VIH. |
| Michael Levitt        | 2013           | Chimie              | Sur la base de sa propre modélisation, utilisée en chimie, il prédit que la pandémie de Covid-19 s'arrêtera d'elle-même à l'été 2020, estimant que le nombre de morts en Israël serait inférieurs à dix et à moins de 170 000 aux États-Unis,. |